# Max Steiner
Maximilian Raoul Steiner (10 tháng 5 năm 1888 – 28 tháng 12 năm 1971) là một nhà soạn nhạc kiêm nhạc trưởng người Mỹ gốc Áo. Nổi tiếng qua những bản nhạc cho các tác phẩm điện ảnh, ông là thần đồng với vở operetta đầu tiên khi mới 12 tuổi và trở thành chuyên gia toàn phần sáng tác, chuyển soạn hoặc chỉ huy khi 15 tuổi.
Steiner làm việc ở Anh, sau đó là Broadway rồi chuyển đến Hollywood năm 1929. Tại đây, ông trở thành soạn giả âm nhạc điện ảnh đầu tiên. Steiner được coi là "cha đẻ nhạc phim" khi đóng vai trò quan trọng trong việc tạo ra truyền thống soạn nhạc cho phim, cùng với các nhà soạn nhạc Dimitri Tiomkin, Franz Waxman, Erich Wolfgang Korngold, Alfred Newman, Bernard Herrmann và Miklós Rózsa.
Steiner đã sáng tác hơn 300 nhạc nền phim cho RKO Pictures và Warner Bros., được đề cử 24 giải Oscar, giành ba giải cho các phim The Informer (1935); Now, Voyager (1942) và Since You Went Away (1944). Bên cạnh giải Oscar, một số tác phẩm nổi tiếng của Steiner là nhạc phim King Kong (1933), Little Women (1933), Jezebel (1938) và Casablanca (1942) (dù không sáng tác bản nhạc chủ đề "As Time Goes By"). Ngoài ra, Steiner còn soạn nhạc cho The Searchers (1956), A Summer Place (1959) và Cuốn theo chiều gió (1939) đứng thứ nhì trong danh sách nhạc phim Hoa Kỳ hay nhất của Viện phim Mỹ, đây cũng là nhạc phim nổi tiếng nhất của ông.
Steiner cũng là người đầu tiên nhận Giải Quả cầu vàng cho nhạc phim hay nhất với phim Life with Father. Steiner thường xuyên cộng tác với một số đạo diễn điện ảnh nổi tiếng nhất trong lịch sử như Michael Curtiz, John Ford và William Wyler; và soạn nhiều nhạc phim cùng Errol Flynn, Bette Davis, Humphrey Bogart và Fred Astaire. Nhiều bản nhạc phim của ông hiện đang là những bản thu soundtrack riêng biệt.

## Tiểu sử

### Thời thơ ấu (1888–1907)

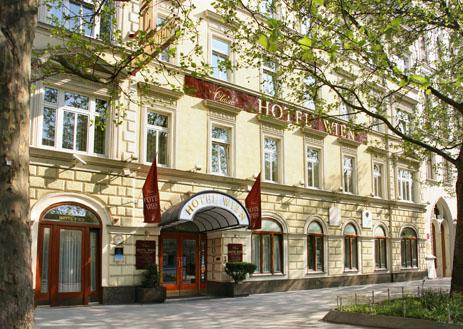
Nơi Max Steiner chào đời tại Viên ngày nay, Praterstraße 72

Max Steiner sinh ngày 10 tháng 5 năm 1888 tại Đế quốc Áo-Hung, là con một trong gia đình gốc Do Thái làm sân khấu và kinh doanh giàu có. Tên ông được đặt theo ông nội là Maximilian Steiner (1839–1880), người có công đầu tiên thuyết phục Johann Strauss II viết nhạc kịch đồng thời là người quản lý có tầm ảnh hưởng của nhà hát lịch sử Theater an der Wien tại Viên. Cha mẹ ông là Marie Josefine/Mirjam (Hasiba) và Gabor Steiner, người Hungary gốc Do Thái (1858-1944, sinh tại Temesvár, Vương quốc Hungary, Đế quốc Áo), làm ông bầu, quản lý triển lãm lễ hội và nhà phát minh, chịu trách nhiệm xây dựng vòng đu quay Wiener Riesenrad. Người cha khích lệ tài năng âm nhạc của Steiner ở tuổi 12 với vở operetta The Belle of New York dưới sự chỉ huy của Steiner, và tài năng của ông sớm được tác giả operetta Gustave Kerker công nhận. Bà Marie, mẹ của Steiner, khi còn trẻ là vũ công được ông nội Steiner đưa lên sân khấu, nhưng sau đó bà tham gia vào công việc kinh doanh nhà hàng. Steiner có cha đỡ đầu là nhà soạn nhạc Richard Strauss. Strauss có ảnh hưởng mạnh mẽ đến công việc sau này của Steiner. Steiner thường nói gia đình đã truyền cảm hứng cho khả năng âm nhạc của mình thuở ban đầu. Ngay từ khi lên 6, Steiner đã học ba hoặc bốn buổi piano một tuần nhưng thường không thích các bài học đó. Vì vậy, Steiner tự tập luyện ngẫu hứng và được cha khuyến khích tự viết nhạc cho mình. Steiner cho rằng ngẫu hứng ban đầu đã ảnh hưởng đến sở thích âm nhạc, đặc biệt là nhạc của Claude Debussy, người tiên phong "avant garde" khi ấy. Lúc nhỏ, Steiner bắt đầu sự nghiệp sáng tác với các hành khúc cho ban nhạc trung đoàn và những ca khúc chủ điểm cho show diễn của cha.
Được cha mẹ gửi vào Đại học Bách khoa Vienna nhưng Steiner tỏ ra không mấy hứng thú với các môn học sách vở. Năm 1904, Steiner đăng ký vào Học viện Âm nhạc Hoàng gia. Nhờ năng khiếu âm nhạc bẩm sinh và được Robert Fuchs và Gustav Mahler dạy riêng, Steiner hoàn thành khóa học bốn năm chỉ trong một năm, 15 tuổi giành được huy chương vàng từ học viện. Steiner học nhiều loại nhạc cụ khác nhau như dương cầm, phong cầm, vĩ cầm, đại vĩ cầm (công tra bát) và kèn trumpet. Tuy thích và chơi piano hay nhất nhưng Steiner thừa nhận tầm quan trọng khi quen với cách tấu các nhạc cụ khác. Steiner cũng tham gia các khóa hòa âm, đối âm và sáng tác. Cùng với Mahler và Fuchs, Steiner còn nhắc đến các thầy giáo Felix Weingartner và Edmund Eysler.

### Bắt đầu sự nghiệp âm nhạc (1907–1914)
Âm nhạc của Edmund Eysler có ảnh hưởng ban đầu đến các sáng tác của Max Steiner. Tuy nhiên, Franz Lehár mới là một trong những người giới thiệu operetta với Steiner, ông từng quản lý ban quân nhạc cho nhà hát của cha Steiner. Năm 1907 tại Viên, Steiner thể hiện lòng ngưỡng mộ đối với Lehár khi dàn dựng vở operetta phỏng theo Die lustige Witwe (Bà quả phụ vui tính) của ông. Eysler nổi tiếng với những bản operetta dù bị Richard Traubner phê bình lời nhạc kịch libretto đơn điệu với cách thức khá đơn giản, âm nhạc thường quá đậm chất valse thành Viên. Kết quả là khi bắt đầu sáng tác cho nhà hát, Steiner thích viết libretto như thầy mình và thu được rất ít thành công. Tuy nhiên, nhiều nhạc phim về sau của ông như Dark Victory (1939), In This Our Life (1941) và Now, Voyager (1942) thường có giai điệu valse theo kiểu Eysler. Theo tác giả cuốn sách Max Steiner's "Now, Voyager" là Kate Daubney, Steiner cũng có thể bị ảnh hưởng từ Felix Weingartner, người chỉ huy dàn nhạc Nhà hát Opera Viên giai đoạn 1908–1911. Tuy theo học các lớp sáng tác của Weingartner nhưng ngay từ khi còn bé, Steiner luôn muốn trở thành một nhạc trưởng tài ba.
Từ năm 1907 đến năm 1914, Steiner qua lại giữa Anh và Châu Âu để chỉ huy các tác phẩm sân khấu. Mới 15 tuổi, Steiner đã lần đầu bước vào thế giới âm nhạc chuyên nghiệp. Steiner đã viết và chỉ huy vở operetta The Beautiful Greek Girl, nhưng cha anh nói nó chưa đủ hay nên không cho lên sàn diễn. Steiner liền mang tác phẩm tới ông bầu cạnh tranh là Carl Tuschl, người đưa ra lời đề nghị thực hiện. Tác phẩm được diễn tại nhà hát Orpheum trong một năm đã khích lệ Steiner. Từ đó mang lại cơ hội với những buổi trình diễn khác tại các thành phố khắp thế giới như Moskva và Hamburg. Khi quay về Viên, Steiner phát hiện cha mình bị phá sản. Tìm việc khó khăn, Steiner chuyển đến London (một phần lý do là đi theo vũ nữ người Anh mà anh đã gặp ở Viên). Tại London, Steiner được mời để chỉ huy vở Die lustige Witwe của Lehár. Anh sống tại London 8 năm, chỉ huy dàn nhạc tại Nhà hát Daly, Adelphi, Hippodrome, London Pavilion và Blackpool Winter Gardens. Ngày 12 tháng 9 năm 1912, Steiner kết hôn với Beatrice Tilt nhưng không rõ về sau chia tay khi nào.
Ở Anh, Steiner biên soạn, chỉ huy các tác phẩm sân khấu và nhạc giao hưởng. Nhưng Thế chiến thứ nhất bùng nổ năm 1914 khiến Steiner bị giam giữ như kẻ thù trong xứ. May mắn thay, Công tước Westminster là bạn và cũng rất hâm mộ tác phẩm của Steiner đã kiếm giấy xuất cảnh sang Mỹ cho anh, dù toàn bộ tiền bạc bị giữ lại. Tháng 12 năm 1914, Steiner cập cảng New York chỉ với vỏn vẹn 32 đô la. Không thể tìm được việc làm, Steiner phải làm giúp việc như thợ sao chép cho Harms Music Publishing, nhưng từ đó lại nhanh chóng đưa Steiner đến với công việc hòa âm nhạc kịch trên sân khấu.

### Sân khấu Broadway (1914–1929)
Tại New York, Max Steiner nhanh chóng được tuyển dụng và trong 15 năm giữ các vị trí đạo diễn, chuyển soạn, hòa âm, chỉ huy âm nhạc các tác phẩm Broadway. Những tác phẩm này bao gồm operetta và nhạc kịch của Victor Herbert, Jerome Kern, Vincent Youmans và George Gershwin cùng những người khác nữa. Các tác phẩm ghi công Steiner như George White's Scandals (1922) (đạo diễn), Peaches (1923) (soạn nhạc) và Lady, Be Good (1924) (chỉ huy và hòa âm). Năm 1935, Steiner trở thành đạo diễn âm nhạc cho Fox Film khi 27 tuổi. Lúc ấy không có nhạc viết dành riêng cho phim và Steiner trình bày ý tưởng soạn riêng bản nhạc cho The Bondman (1916) với người sáng lập hãng William Fox. Fox đồng ý và lập dàn nhạc 110 người để hỗ trợ chiếu phim. Ngày 27 tháng 4 năm 1927, ông kết hôn với Audree van Lieu và ly hôn ngày 14 tháng 12 năm 1933. Năm 1927, Steiner hòa âm và chỉ huy Rio Rita của Harry Tierney. Sau đó, chính Tierney đề nghị RKO Pictures ở Hollywood thuê Steiner đến làm việc trong bộ phận sản xuất âm nhạc. Trưởng bộ phận sản xuất của RKO William LeBaron đã đến New York xem biểu diễn và ấn tượng khi thấy Steiner cùng các nhạc công ôm đồm nhiều nhạc cụ. Cuối cùng, Steiner trở thành một phần của Hollywood. Tác phẩm cuối cùng của Steiner tại Broadway là Sons O' Guns năm 1929.

### Soạn nhạc cho RKO (1929–1937)
Như Harry Tierney đề nghị, RKO thuê Max Steiner làm nhà soạn nhạc. Công việc đầu tiên là các bản nhạc chủ đề chính và cuối phim, đôi lúc cũng có nhạc phân cảnh phim nữa. Theo Steiner, các nhà làm phim lúc ấy có chung quan điểm rằng nhạc phim là "ác ma cần thiết" vì nó thường làm chậm tiến độ ra mắt sau khi đã quay xong. Công việc đầu tiên của Steiner là dành cho phim Dixiana; nhưng sau một thời gian, RKO cảm thấy không cần nữa nên quyết định để ông ra đi. Người đại diện của Steiner đưa ông vào làm đạo diễn âm nhạc cho vở operetta ở thành phố Atlantic. Trước khi rời đi, RKO lại đề nghị Steiner ký hợp đồng theo tháng cho vị trí trưởng bộ phận âm nhạc với hứa hẹn có nhiều việc hơn trong tương lai và ông đồng ý. Vì một số nhà soạn nhạc ở Hollywood không tham gia, Steiner đã sáng tác bản nhạc đầu tiên của mình cho phim Cimarron. Bản nhạc được công chúng đón nhận và phần nào ghi nhận tạo nên thành công của bộ phim. Steiner từ chối một số lời đề nghị hướng dẫn kỹ thuật soạn nhạc phim ở Moskva và Bắc Kinh để tiếp tục ở lại Hollywood. Năm 1932, nhà sản xuất mới của RKO là David O. Selznick yêu cầu Steiner thêm nhạc vào Symphony of Six Million. Chỉ với một đoạn ngắn, Steiner đã khiến Selznick thích thú đến nỗi yêu cầu sáng tác nhạc chủ đề và nhạc kèm cho cả bộ phim. Selznick tự hào về bộ phim, cảm thấy nó mang đến một cái nhìn thực tế về cuộc sống và truyền thống gia đình Do Thái. "Trước đó, âm nhạc đi kèm không được sử dụng nhiều lắm". Steiner "đi tiên phong trong việc sử dụng bản nhạc nguyên gốc riêng làm nhạc nền cho phim". Thành công với nhạc cho Symphony of Six Million là bước ngoặt trong sự nghiệp của Steiner với ngành công nghiệp điện ảnh. Sau Symphony of Six Million, 1/3 đến một nửa các bộ phim thành công là "nhờ vào việc sử dụng rộng rãi âm nhạc".
Nhạc phim King Kong (1933) là bước đột phá của Steiner và tiêu biểu cho sự thay đổi nhạc phim phiêu lưu kỳ ảo. Nhạc là phần không thể thiếu vì đã bổ sung tính hiện thực cho nội dung phi thực tế trong phim. Ban đầu, các ông chủ hãng phim tỏ ra nghi ngờ việc phải có bản nhạc riêng, nhưng khi không thích hiệu ứng đặc biệt có sắp xếp trước trong phim, họ đã để Steiner dùng âm nhạc để nâng cao chất lượng phim. Hãng phim đề xuất dùng lại các bản nhạc cũ để tiết kiệm chi phí nhưng nhà sản xuất King Kong Merian C. Cooper đã yêu cầu Steiner soạn nhạc còn ông sẽ trả kinh phí cho dàn nhạc. Steiner tận dụng đề xuất này và sử dụng dàn giao hưởng 80 nhạc công, ông nói bộ phim này "dành cho âm nhạc". Theo Steiner, "đó là loại phim cho phép làm bất cứ điều gì và mọi thứ đều có thể, từ các hợp âm kỳ quặc quãng nghịch cho đến những giai điệu đẹp". Steiner cũng soạn thêm nhạc bộ lạc hoang dã trong cảnh hiến tế Ann cho Kong. Ông biên soạn trong hai tuần, chi phí thu âm khoảng 50.000 đô la. Bộ phim trở thành "dấu mốc nhạc phim", cho thấy sức mạnh âm nhạc có thể chi phối cảm xúc khán giả. Steiner tạo nên bản nhạc theo nguyên lý nét chủ đạo của Wagner, yêu cầu nhạc chủ đề đặc biệt cho nhân vật và ý tưởng chủ đạo hàng đầu. Nhạc chủ đề của con quái vật có thể nhận thấy dưới mô típ nửa cung 3 nốt giai điệu hướng xuống. Sau cái chết của King Kong, nhạc chủ đề Kong và chủ đề Fay Wray hội tụ, nhấn mạnh mối quan hệ theo kiểu Người đẹp và quái thú giữa các nhân vật. Âm nhạc cảnh cuối phim giúp thể hiện tình cảm dịu dàng mà Kong dành cho người phụ nữ mà không cần hình ảnh rõ ràng. Phần lớn nhạc mạnh mẽ và to, nhưng một số có nhẹ hơn chút đỉnh. Ví dụ, khi tàu đi vào Đảo Đầu Lâu, Steiner giữ cho nhạc êm đềm nhẹ nhàng bằng tiếng đàn hạc giúp khắc họa hình ảnh con tàu thận trọng đi qua vùng nước mù sương. Thành quả của Steiner được ghi nhận, Cooper xác định nhạc đã tạo nên 25% thành công cho bộ phim. Trước khi qua đời, Steiner thừa nhận King Kong là một trong những bản nhạc yêu thích của mình.
King Kong nhanh chóng đưa Steiner trở thành một trong những cái tên được kính trọng nhất tại Hollywood. Ông tiếp tục làm đạo diễn âm nhạc cho RKO trong hai năm tiếp theo tới năm 1936. Năm 1936, Steiner kết hôn với nhạc công hạc cầm Louise Klos và có một con trai đặt tên là Ron, nhưng rồi họ ly dị năm 1946. Steiner đã sáng tác, chuyển soạn và chỉ huy cho 55 bộ phim khác, gồm hầu hết các nhạc khiêu vũ của Fred Astaire và Ginger Rogers. Ngoài ra, Steiner viết một bản sonata trong phim đầu tiên của Katharine Hepburn là Bill of Divorcement (1932). Các nhà sản xuất RKO gồm cả Selznick, thường đến gặp Steiner khi phim gặp vấn đề, và coi ông như "bác sĩ" âm nhạc.
Phim Of Human Bondage (1934) lúc ban đầu thiếu mảng nhạc. Ông đã thêm điểm nhấn âm nhạc vào những cảnh quan trọng. Đạo diễn John Ford mời Steiner soạn nhạc cho The Lost Patrol (1934) vì thiếu kịch tính nếu không có âm nhạc. John Ford lại mướn Steiner để soạn nhạc trước khi sản xuất bộ phim tiếp theo The Informer (1935). Ford thậm chí còn yêu cầu Steiner hợp tác ngay trong giai đoạn viết kịch bản. Bình thường Steiner không làm vậy mà sẽ từ chối trước khi có đoạn cắt cảnh thô. Vì có nhạc trước nên Ford đôi lúc làm ngược lại thông lệ là cho quay các cảnh đồng bộ với nhạc của Steiner có sẵn. Do đó, Steiner ảnh hưởng trực tiếp đến sự phát triển nhân vật chính Gypo. Diễn viên Victor McLaglen vào vai Gypo đã tập lại cách bước đi cho phù hợp với nét chủ đạo vụng về mà Steiner dùng nhạc khắc họa cho Gypo. Cách sản xuất phim độc đáo này mang lại thành công; bộ phim được đề cử sáu và giành được bốn giải Oscar, bao gồm cả Giải Oscar cho nhạc phim hay nhất cho Steiner. Bản nhạc minh chứng cho khả năng Steiner thể hiện tinh thần bộ phim trong một bản nhạc chủ đề duy nhất. Tựa soundtrack nhạc phim chính có ba khía cạnh cụ thể. Thứ nhất, chủ đề hành khúc dồn dập giúp mô tả khí thế đoàn quân tiến lên và sự sụp đổ của nhân vật chính Gypo là không thể tránh khỏi. Thứ hai, nhạc chủ đề nhân vật khắc họa sự lạnh lùng điềm tĩnh và đưa khán giả đồng cảm chính xác với tâm trạng trong phim. Cuối cùng, nhạc chủ đề mang âm hưởng dân ca Ireland giúp mô tả rõ hơn bối cảnh lịch sử Ireland tác động trong phim. Nhạc phim không đồng nhất một kiểu trong suốt phim mà chỉ là khung sườn cho các mô típ giai điệu từng phần khác nhau.
Nhạc phim này gồm nhiều chủ đề khác nhau, đặc trưng cho tính cách nhân vật và tình huống khác nhau trong phim. Steiner giúp khắc họa tình yêu chân thành Katie dành cho nhân vật chính Gypo. Trong một phân cảnh, tiếng độc tấu vĩ cầm vang lên theo từng tiếng Katie gọi theo Gypo. Trong một cảnh khác, Gypo xem quảng cáo về con tàu hơi nước đến Mỹ và thay vào đó, anh lại thấy mình đang nắm tay Katie trên tàu. Chuông hôn lễ vang lên cùng tiếng đàn organ và anh thấy Katie đeo lúp che mặt, tay cầm bó hoa. Một cảnh sau đó, nhạc chủ đề về Katie cất lên khi Gypo uống say nhìn thấy một phụ nữ xinh đẹp tại quán bar, hàm ý rằng anh đã nhầm cô với Katie. Các nhạc chủ đề khác như dân ca Ireland bằng kèn Pháp cho Frankie McPhilip, chủ đề bằng nhạc cụ dây ấm áp cho Dan, Gallagher và Mary McPhillip, và chủ đề buồn bằng kèn Anh với đàn hạc cho người mù. Mô típ quan trọng nhất trong phim là "tiền công kẻ giết mướn" bằng nhạc chủ đề về sự phản bội khi Gypo phản bội người bạn Frankie của mình. Nhạc cất lên khi nhân vật Thuyền trưởng ném tiền ra bàn sau khi Frankie bị giết. Đây là tiếng đàn hạc với giai điệu hướng xuống bằng bốn nốt; quãng đầu tiên là quãng ba. Với cảnh quyết định ai sẽ là kẻ hành quyết, mô típ nhạc được lặng lẽ lặp đi lặp lại không ngừng để hình thành tội lỗi trong Gypo, mô típ nhạc được đồng bộ với tiếng nước nhỏ giọt trong nhà giam. Nhưng vào cuối phim, chủ đề này lại dùng âm lượng cực mạnh khi Gypo bước vào nhà thờ, kết thúc cao trào bằng loạt tiếng dập chũm chọe khắc họa sự sám hối của Gypo chứ không đề cập đến tội lỗi hình thành nữa.
Sáng tác của Steiner vẫn còn phong cách phim câm, chẳng hạn trước một hành động hay hệ quả sẽ là hợp âm sforzato ngay trước đó, tiếp theo là khoảng lặng. Ví dụ như khi Frankie đối mặt với Gypo đang nhìn vào khoản tiền thưởng trên giấy truy nã dán trên tường. Trong phim, Steiner thử sử dụng kỹ thuật "Mickey Mousing". Qua bản nhạc này, Steiner cho thấy tiềm năng âm nhạc điện ảnh khi cố gắng thể hiện đấu tranh nội tâm Gypo bằng việc pha trộn các nhạc chủ đề khác nhau như "Vũ khúc vòng quanh người Circassia" của Ireland, mô típ "tiền công kẻ giết mướn" và nhạc chủ đề cho Frankie. Tác phẩm kết thúc với bản nhạc gốc "Sancta Maria" của Steiner. Một số tác giả đã nhầm bản này sang "Ave Maria" của Franz Schubert.
Năm 1937, Frank Capra thuê Steiner đến chỉ huy âm nhạc của Dimitri Tiomkin cho phim Lost Horizon (1937). Việc này được coi là giải pháp an toàn vì Tiomkin còn thiếu kinh nghiệm, nếu cần thì Steiner sẽ viết lại. Tuy nhiên theo Hugo Friedhofer, Tiomkin chủ động yêu cầu chính Steiner, mến mộ ông hơn là đạo diễn âm nhạc xưởng phim khi ấy. Năm 1936, Selznick thành lập công ty phim riêng và tuyển Steiner viết nhạc cho ba bộ phim tiếp theo của mình.

### Sáng tác cho Warner Bros. (1937–1953)
Tháng 4 năm 1937, Steiner rời RKO và ký hợp đồng dài hạn với Warner Bros. nhưng vẫn làm tiếp cho Selznick. Bộ phim đầu tiên ông soạn nhạc cho Warner Bros. là The Charge of the Light Brigade (1936). Steiner trở thành trụ cột tại Warner Bros., soạn nhạc cho 140 phim trong vòng 30 năm cùng với các ngôi sao Hollywood như Bette Davis, Errol Flynn, Humphrey Bogart và James Cagney. Steiner thường xuyên làm việc với Hugo Friedhofer, người hòa âm dàn nhạc cho Warner Bros.. Trong sự nghiệp, Friedholfer hòa âm 50 tác phẩm của Steiner. Năm 1938, Steiner viết và chuyển soạn tác phẩm "soạn cho phim" đầu tiên là Symphony Moderne để nhân vật chơi dương cầm và rồi là nhạc một chủ đề trong Four Daughters (1938), tiếp đến được cả dàn giao hưởng trình diễn Four Wives (1939).
Năm 1939, Steiner được Warner Bros. cho Selznick mượn để soạn nhạc phim Gone with the Wind (1939) là một trong những thành công đáng chú ý nhất của Steiner. Steiner là người duy nhất mà Selznick chọn mặt để soạn nhạc cho phim này. Steiner chỉ có ba tháng để hoàn thành bản nhạc. Lưu ý trong năm 1939, Steiner đã biên soạn cho hơn 12 phim, nhiều hơn bất cứ năm nào khác trong sự nghiệp sáng tác của mình. Vì lo ngại Steiner không đủ thời gian hoàn tất, Selznick đã để Franz Waxman soạn một bản dự phòng. Để đáp ứng thời hạn, Steiner đôi khi làm việc liền 20 tiếng, phải dùng Benzedrine bác sĩ kê cho tỉnh táo. Khi phát hành, đây là nhạc phim dài nhất từng được sáng tác, tổng thời gian gần ba giờ. Tác phẩm bao gồm 16 chủ đề chính và gần 300 phân đoạn âm nhạc. Do độ dài bản nhạc, Steiner được bốn người hòa âm và chuyển soạn hỗ trợ về nhạc, bao gồm cả Heinz Roemheld. Selznick đề nghị Steiner chỉ dùng nhạc cổ điển có sẵn để cắt giảm chi phí và thời gian, nhưng Steiner thuyết phục lại rằng dùng nhạc hòa tấu cổ điển hoặc thông dụng sẽ không hiệu quả bằng nhạc gốc dành riêng, sẽ nâng cao nội dung cảm xúc các cảnh quay. Steiner bỏ qua yêu cầu từ Selznick và soạn bản nhạc mới hoàn toàn. Selznick đã thay đổi ý kiến mình về việc dùng nhạc gốc dành riêng cho phim khi có những phản hồi quá tích cực về bộ phim, gần như tất cả đều có âm nhạc của Steiner. Thậm chí một năm sau, ông còn viết thư nhấn mạnh giá trị nhạc gốc dành riêng. Bài nhạc chủ đề nổi tiếng nhất trong phim là "Tara" dành cho đồn điền gia đình O'Hara. Steiner giải thích tình yêu sâu đậm của Scarlett dành cho mảnh đất là lý do "chủ đề 'Tara' bắt đầu và kết thúc phim và xuyên suốt toàn bộ bản nhạc". Bộ phim tiếp tục giành được mười giải Oscar, tuy nhạc phim gốc hay nhất đã thuộc về The Wizard of Oz của Herbert Stothart. Cuốn theo chiều gió được AFI xếp thứ 2 cho những nhạc phim Mỹ hay nhất mọi thời đại.
Now, Voyager (1942) là nhạc phim giúp Steiner giành được Giải Oscar thứ hai của mình. Kate Daubney cho rằng bản nhạc thành công vì Steiner có khả năng "[cân bằng] ý nghĩa chủ đề với thanh âm của âm nhạc". Steiner đã dùng các mô típ và yếu tố chủ đề trong âm nhạc để nhấn mạnh sự phát triển cảm xúc câu chuyện. Sau khi hoàn thành Now, Voyager, Steiner lại được thuê để soạn nhạc cho Casablanca (1942). Steiner thường đợi cho đến giai đoạn biên tập phim mới bắt tay vào soạn nhạc. Sau khi xem Casablanca, ông thấy ca khúc "As Time Goes By" của Herman Hupfeld không thích hợp nên muốn dùng bài hát do mình sáng tác để thay thế. Tuy nhiên, Ingrid Bergman vừa cắt tóc ngắn để chuẩn bị quay For Whom the Bell Tolls (1943), nên không thể quay lại đoạn có bài hát của Steiner. Bị kẹt với "As Time Goes By", Steiner chấp nhận và biến bài hát trở thành chủ đề trung tâm trong toàn bộ bản nhạc của mình. Bản nhạc phim Casablanca được đề cử Oscar hạng mục Bản nhạc hay nhất cho phim lãng mạn hoặc hài, nhưng thất bại trước The Song of Bernadette (1943). Năm 1944, Steiner nhận giải Oscar thứ ba và cũng là cuối cùng của mình cho phim Since You Went Away (1944). Steiner lần đầu tiên trong thực tế vừa sáng tác chủ đề từ Since You Went Away vừa tái cân bằng bản nhạc đầy tâm trạng của Franz Waxman cho Rebecca. Nhà sản xuất David O. Selznick rất thích nhạc chủ đề này và yêu cầu Steiner đưa vào Since You Went Away. Năm 1947, Steiner kết hôn với Leonette Blair.
Steiner cũng thành công với thể loại phim noir. The Big Sleep, Mildred Pierce và The Letter là những bản nhạc phim noir hay nhất của ông trong thập niên 1940. The Letter lấy bối cảnh ở Singapore với câu chuyện án mạng bắt đầu bằng nhạc chủ đề chính ồn ào ngay trong phần danh đề đầu phim đã tạo nên không khí căng thẳng và bạo lực cho phim. Nhạc chủ đề góp phần phác họa lên nỗi đam mê bi thảm của nhân vật chính Leslie. Nhạc chủ đề chính được phát trong cảnh Leslie gặp mặt vợ nạn nhân trong tiệm ăn người Hoa. Steiner khắc họa cảnh này qua tiếng chuông gió leng keng khi người vợ xuất hiện trong làn khói thuốc phiện. Tiếng leng keng vang tiếp cho đến khi người vợ yêu cầu Leslie tháo khăn choàng ren che mặt, nhạc bùng lên cho thấy cảm xúc những phụ nữ này rạn vỡ. Nhạc phim The Letter đề cử giải Oscar hạng mục Nhạc gốc phim hay nhất, nhưng thất bại trước Pinocchio của Walt Disney. Trong The Big Sleep, Steiner dùng chủ đề âm nhạc để miêu tả tính cách nhân vật. Nhạc chủ đề Philip Marlowe (Humphrey Bogart) lý thú và châm biếm bằng nốt láy vui đùa ở cuối mô típ, được miêu tả xen lẫn giữa trưởng và thứ. Cuối phim, chủ đề này được chơi hoàn toàn bằng hợp âm chính và đột ngột kết thúc hợp âm khi hết phim (cách thức này không phổ biến ở Hollywood lúc ấy). Theo Christopher Palmer, nhạc chủ đề tình yêu giữa Philip (Bogart đóng) và Vivian (Lauren Bacall đóng) là một trong những nhạc chủ đề mạnh mẽ nhất của Steiner. Steiner tận dụng sự tương phản giữa đàn dây nốt cao và trầm cùng kèn đồng để nhấn mạnh tình cảm Philip dành cho Vivian đối lập thế giới tội phạm bạo tàn.
Năm 1947, Steiner soạn nhạc cho phim noir Viễn Tây là Pursued. Steiner thành công hơn nữa với thể loại phim Viễn Tây, soạn nhạc cho hơn 20 phim quy mô lớn, phần lớn đều là những bản nhạc mang cảm hứng sử thi "xây dựng và tiến bộ của đế chế" như Dodge City (1939), The Oklahoma Kid ( 1939) và Virginia City (1940). Dodge City, với diễn xuất của Errol Flynn và Olivia de Havilland, là ví dụ tiêu biểu cho việc Steiner xử lý các khung cảnh điển hình trong thể loại phim Viễn Tây. Steiner đã sử dụng "giai điệu chạy nhảy, nâng lên" phản ánh chuyển động và âm thanh của xe hàng, ngựa và gia súc. Steiner bày tỏ tâm huyết khi kết hợp phong cách Viễn Tây và lãng mạn như trong They Died with their Boots On (1941) cũng với cặp diễn viên Flynn và de Havilland. Ngày nay, The Searchers (1956) được coi là tác phẩm Viễn Tây hay nhất của ông.

### Các tác phẩm về sau (1953–1965)
Mặc dù kết thúc hợp đồng năm 1953, Steiner đã trở lại Warner Bros. năm 1958 và soạn nhạc cho một số phim như Band of Angels, Marjorie Morningstar và John Paul Jones, rồi thử sức trong lĩnh vực truyền hình. Steiner vẫn thích các dàn nhạc lớn và kỹ thuật nhạc tố chủ đạo trong giai đoạn này. Sức làm việc của Steiner chậm lại đáng kể vào giữa thập niên 1950 và bắt đầu làm việc tự do. Năm 1954, RCA Victor đề nghị Steiner chuẩn bị và chỉ huy nhạc giao hưởng Gone with the Wind để thu đĩa LP đặc biệt, sau này được phát hành trên CD. Ngoài ra còn có các đĩa ET ghi âm Steiner chỉ huy dàn nhạc Warner Brothers chơi nhiều bản nhạc phim của mình. Nhà soạn nhạc Victor Young và Steiner là bạn tốt của nhau, và Steiner đã giúp hoàn thành nhạc phim China Gate, vì Young qua đời trước khi kịp hoàn tất. Khung credit viết: "Nhạc của Victor Young, được người bạn cũ Max Steiner góp thêm". Có rất nhiều bản ghi âm nhạc của Steiner dưới dạng nhạc phim, bộ sưu tập và người khác ghi âm lại. Qua tuổi thất tuần Steiner vẫn còn sáng tác, dù đã yếu và gần như mù lòa nhưng các sáng tác vẫn "lộ ra sự tươi mới và dồi dào sáng tạo". Năm 1959, Steiner đã 71 tuổi, soạn ra nhạc nền phim A Summer Place trở thành một trong những giai điệu ăn khách nhất của Warner Brothers trong nhiều năm và tiêu chuẩn nhạc pop được thu âm lại. Nhạc chủ đề ''A Summer Place'' đã giữ vị trí số 1 suốt chín tuần trên xếp hạng đĩa đơn Billboard Hot 100 năm 1960 (với phiên bản làm lại cho nhạc khí của Percy Faith). Steiner tiếp tục soạn nhạc cho phim hãng Warner đến giữa thập niên 1960.
Năm 1963, Steiner bắt đầu viết tự truyện. Tuy hoàn tất nhưng lại chưa bao giờ xuất bản, tự truyện là nguồn tư liệu duy nhất nói về thời thơ ấu Steiner. Bản sao của bản thảo nằm chung trong Bộ sưu tập Max Steiner tại Đại học Brigham Young ở Provo, Utah. Năm 1965, Steiner soạn bản nhạc cuối nhưng tuyên bố rằng sẽ soạn nhạc phim nữa nếu được trao cơ hội. Những năm cuối đời Steiner không còn tác phẩm nào là do Hollywood bớt chuộng nhạc của ông, việc này xuất phát từ những nhà sản xuất phim mới cũng như khẩu vị mới về nhạc phim. Phần khác khiến sự nghiệp đi xuống là do thị lực yếu và sức khỏe suy giảm, Steiner đành miễn cưỡng về hưu. Tony Thomas gọi bản nhạc cuối cùng của Steiner như "đoạn kết (coda) yếu cho một sự nghiệp vĩ đại".
Steiner qua đời vì suy tim sung huyết ở Hollywood, hưởng thọ 83 tuổi. Ông an nghỉ trong Lăng mộ Lớn tại Nghĩa trang Forest Lawn Memorial Park ở Glendale, California.

## Phương pháp sáng tác

### Âm nhạc làm nền hội thoại
Trong thời kỳ đầu, các nhà sản xuất tránh sử dụng nhạc nền cho các cảnh thoại vì cho rằng khán giả sẽ tự hỏi nhạc đến từ đâu. Kết quả là, Steiner ghi chú "Họ bắt đầu thêm một ít nhạc rải rác nhằm hỗ trợ các cảnh yêu đương hoặc cảnh yên lặng." Nhưng trong những khung cảnh âm nhạc là tất yếu như hộp đêm, sảnh khiêu vũ hay nhà hát, dàn nhạc giao hưởng thích hợp một cách tự nhiên hơn và được dùng thường xuyên. Để lý giải cho việc thêm nhạc vào những cảnh bình thường không có, âm nhạc được lồng ghép thông qua nhân vật hoặc thể hiện nguyên nhân rõ ràng. Ví dụ, cậu bé chăn cừu thổi sáo phía sau trên nền nhạc gia hưởng, hay nghệ sĩ vĩ cầm lang thang ngẫu nhiên đi theo cặp đôi trong cảnh yêu đương tình tứ. Tuy nhiên, vì một nửa lượng nhạc được ghi trên trường quay, Steiner nói rằng điều đó dẫn đến rất nhiều bất tiện và tốn kém khi sau đó phải biên tập lại, nhạc thường bị phá hỏng. Khi công nghệ ghi âm đương thời được cải thiện, ông có thể ghi âm nhạc đồng bộ hóa với phim và thay đổi nhạc sau quá trình biên tập. Steiner giải thích phương pháp soạn nhạc điển hình của riêng mình:
| “ | Khi đã hoàn tất và biên tập xong, phim chuyển sang phiên tôi. Rồi tôi căn thời gian nhưng không phải bằng đồng hồ bấm giây như nhiều người vẫn làm. Tôi đưa phim qua máy đo đặc biệt tạo ra bảng tín hiệu chính xác đến từng giây của hành động hay lời nói trên hình... Khi đang tạo bảng tín hiệu, tôi bắt đầu viết nhạc chủ đề cho các nhân vật và cảnh khác nhau mà chưa cần để ý đến việc khớp thời gian. Trong giai đoạn này, tôi cũng nhập tâm những gì đã xem và lên kế hoạch âm nhạc cho bộ phim đó. Với những cảnh tiết tấu quá chậm, tôi có thể dùng chút nhạc sôi nổi để tăng tốc hoặc nếu cảnh quá nhanh, tôi sẽ đưa vào chút cảm nhận bằng nhạc chậm hơn. Hoặc dùng âm nhạc để khắc họa cảm xúc nhân vật, đơn cử như nỗi thống khổ mà quay cận cảnh trong yên lặng sẽ không diễn tả hết được. | ” |

Khi soạn nhạc phim, Steiner thường hướng theo bản năng và lý trí của mình. Ví dụ, khi làm ngược lại ý kiến Selznick muốn dùng nhạc cổ điển cho Cuốn theo chiều gió, Steiner nói:
| “ | Tôi chắc rằng những âm nhạc quen thuộc dù có phổ biến đến đâu cũng không hỗ trợ làm nền cho hình ảnh diễn xuất. Tôi tin rằng dù mang tâm hồn âm nhạc hơn bất cứ dân tộc nào trên thế giới, người Mỹ cũng không thể cảm thấy quen thuộc hết với những tác phẩm bậc thầy cổ điển và tân thời... Tất nhiên có nhiều người trong ngành bất đồng với quan điểm của tôi. | ” |

Bản nhạc cổ điển đôi khi tác động tiêu cực cho phim, đặc biệt khi quá quen thuộc lại vô tình làm khán giả chú ý đến nhạc thay vì hình ảnh. Ví dụ, những phim như 2001: A Space Odyssey, The Sting và Manhattan có giai điệu dễ nhận biết thay vì dùng hiệu ứng "trong tiềm thức" được ưa chuộng hơn. Steiner là một trong những người đầu tiên nhận thấy cần thiết phải có những bản nhạc gốc riêng cho mỗi phim.
Steiner cảm biết thời điểm phát và dừng là khó nhất trong tạo nhạc, vì nhạc đưa vào không đúng có thể tăng tốc cảnh quay đáng ra cần chậm và ngược lại: "Cảm biết sự khác biệt sẽ tạo ra nhà soạn nhạc phim." Steiner cũng lưu ý rằng nhiều nhà soạn nhạc khi đi ngược lại với kỹ thuật này sẽ hứng chịu thất bại trong việc đưa nhạc vào phim:
| “ | Tôi luôn cố gắng lệ thuộc bản thân mình vào phim. Nhiều nhà soạn nhạc mắc lỗi cho rằng phim là buổi hòa nhạc để họ trình diễn tài năng. Đây không phải là nơi làm điều đó... Nếu phô diễn quá nhiều sẽ đánh mất sự lôi cuốn về cảm xúc. Lý thuyết của tôi là âm nhạc phải để cảm nhận hơn là chỉ lắng nghe. | ” |

### Click track
Mặc dù một số học giả cho rằng Steiner là người phát minh ra kỹ thuật click track, nhưng ông cùng với Roy Webb chỉ là những người đầu tiên áp dụng kỹ thuật này trong soạn nhạc phim. Carl Stalling và Scott Bradley mới là những người sử dụng kỹ thuật này đầu tiên trong âm nhạc hoạt hình. Click track cho phép soạn giả đồng bộ nhạc với phim một cách chính xác hơn. Kỹ thuật này bao gồm việc đục lỗ lên phim soundtrack dựa trên nguyên lý toán học về tốc độ máy đếm nhịp. Khi các lỗ đi qua máy chiếu, dàn nhạc và người chỉ huy có thể nghe thấy tiếng lách cách (click) qua tai nghe, cho phép ghi âm chính xác cùng lúc với thời điểm phim. Kỹ thuật này cho phép người chỉ huy và dàn nhạc khớp nhạc hoàn hảo với thời gian phim, xóa bỏ việc cắt hoặc dừng nhạc giữa chừng như từng làm trước đó. Steiner phổ biến kỹ thuật này trong nhạc phim, cho phép "bắt được hành động", tạo ra âm thanh cho các chi tiết nhỏ trên màn hình. Trên thực tế, người ta cho rằng Steiner mất nhiều thời giờ khớp hành động với nhạc hơn là sáng tác giai điệu và mô típ, bởi đó là những việc quá dễ dàng với ông.

### Nét chủ đạo
Với nền tảng âm nhạc châu Âu chủ yếu là opera và operetta cùng với kinh nghiệm sân khấu, Steiner đã mang tới cho nhạc phim Hollywood một loạt kỹ thuật cổ điển và góp phần trong sự phát triển của nó. Mặc dù được gọi là "nhà phát minh nhạc phim hiện đại", nhưng bản thân Steiner tự phát biểu rằng "ý tưởng bắt nguồn từ Richard Wagner... Nếu sống ở thế kỷ này, Wagner sẽ là nhà soạn nhạc phim số 1". Wagner là người phát minh leitmotif có ảnh hưởng đến sáng tác của Steiner. Âm nhạc Steiner chủ yếu dựa vào nét chủ đạo. Ông cũng sẽ trích dẫn những giai điệu có sẵn, dễ nhận biết vào trong bản nhạc của mình, chẳng hạn như quốc ca. Người ta biết đến cũng như thường phê bình Steiner vì sử dụng kỹ thuật Mickey Mousing hoặc "bắt hành động". Kỹ thuật này có đặc trưng khớp chính xác nhạc với hành động hoặc cử chỉ trên màn hình. Steiner bị chỉ trích vì dùng kỹ thuật này quá thường xuyên. Ví dụ, trong Of Human Bondage, Steiner dùng nhạc tạo ra hiệu ứng bước thấp bước cao mỗi khi nhân vật khoèo chân đi lại.
Một trong những nguyên tắc quan trọng Steiner áp dụng bất cứ khi nào có thể là: Mỗi nhân vật nên có một nhạc chủ đề. "Steiner tạo ra một bức tranh âm nhạc truyền tải tất cả những gì chúng ta cần biết về nhân vật." Để đạt được điều này, Steiner đồng bộ âm nhạc với hành động trần thuật trên phim, và nét chủ đạo đóng vai trò như khung cấu trúc trong tác phẩm.
Một minh chứng điển hình rõ nét nhất về cách nhân vật và âm nhạc đồng bộ với nhau là nhạc phim The Glass Menagerie (1950):
- Với nhân vật nữ chính Laura tàn tật, Steiner phải "bằng cách nào đó nắm bắt được bằng âm thanh cuộc trốn chạy của cô thoát khỏi hiện thực hào nhoáng vào thế giới ảo tưởng bằng những bức tượng thủy tinh... Kết quả là âm sắc trong trẻo thích hợp;... dùng thoải mái đàn tăng rung, celesta, dương cầm, đàn chuông và kẻng tam giác giúp tăng cường vẻ mong manh và vẻ đẹp âm thanh."[84]
- Với người anh trai quân nhân đi nhiều nơi của Laura: "Chủ đề Tom mang âm hưởng thể loại blues thành thị lớn, phong phú và ấm áp... [và] cho chúng ta vài nét về bản chất tốt bụng của Tom."[85]
- Với Jim, 'chàng trai trong mộng' mà Laura mong đợi từ lâu sẽ sớm biến đổi cuộc đời cô: "Giai điệu nho nhã phản ánh tính cách dễ mến và trung thực... Các yếu tố trong chủ đề của Jim được lồng vào bản nhạc khiêu vũ tại phòng 'Paradise' khi anh khẳng định nét đẹp cốt yếu của cô và bắt đầu thành công bật lại nỗi mặc cảm sâu thẳm trong cô. Trên đường về nhà, âm nhạc làm khung cảnh tối đi chuẩn bị cho việc Jim tiết lộ đã đính hôn với cô gái khác."[86]

Một phim khác minh chứng nhân vật và âm nhạc đồng bộ với nhau là The Fountainhead (1949): Nhân vật Roark, một kiến trúc sư lý tưởng (do Gary Cooper thủ vai):
| “ | Nhạc chủ đề Steiner dành cho nam chính tràn ngập cảm xúc chân thực, lý tưởng và khát vọng nguyên bản. Nó trào lên mạnh mẽ đầy 'nam tính', còn nhạc chủ đề cô nhân tình của Roark hạ xuống nhẹ nhàng theo đường cong nữ tính. Bản nhạc mang lại chân giá trị và vẻ huy hoàng cho khung hình... Chàng đứng trên, nàng đi lên trong thang máy công nhân: âm nhạc như kéo họ lại với nhau, đầy trọn cho nhau... | ” |

Giống như cách Steiner tạo ra nhạc chủ đề cho mỗi nhân vật trong phim, âm nhạc của ông đã phát triển các chủ đề để thể hiện khía cạnh cảm xúc cho những cảnh thông thường có nội dung không mang sắc thái tình cảm. Ví dụ:
- King Kong (1933): Bản nhạc kể chuyện đang diễn ra trong phim. Nó thể hiện "cảm giác âu yếm của Kong trước nạn nhân bất lực của mình." Âm nhạc nhấn mạnh những cảm xúc mà máy quay đơn thuần không thể diễn tả được.[33] Nhạc phim cho thấy "sức mạnh cơ bản của âm nhạc để gây khiếp hãi và để nhân bản hóa".
- The Letter (1940), với sự diễn xuất của Bette Davis: Nhạc phim tạo ra bầu không khí "sức ép và bạo lực miền nhiệt đới" bằng cách "bùng lên ngay đoạn credit fortissimo khắp không gian". Nhạc Steiner nhấn mạnh chủ đề bi kịch và đam mê của phim.[61]
- The Big Sleep (1946): Nhạc phim này "sầm lại cho khớp" với bầu không khí thay đổi trong phim. Nó tạo ra cảm giác ngột ngạt bằng bộ dây cao "đấu nhịp nhàng" với bộ dây trầm và kèn đồng.
- The Treasure of the Sierra Madre (1948): Steiner dùng âm nhạc làm gia tăng nỗi thống khổ của Bogart và Holt khi họ bị bỏ lại để đào mỏ dưới trời nắng gắt. Âm nhạc "giả định nhân vật đang trong một đoàn tang lễ chống đối mãnh liệt". Bắt nhịp nhạc dúm lại như tâm trí Bogart. Nhạc cũng dùng để nhấn mạnh chủ đề tham lam. Nó "cho chúng ta biết bản chất suy nghĩ lướt qua tâm trí Holt khi đứng bên ngoài khu mỏ đổ nát". Nhưng khi giai điệu ấm áp nổi lên lại phản ánh lòng tốt của Holt đã cứu Bogart khỏi sập mỏ. "Cao trào được đánh dấu qua khúc grandioso hùng tráng chơi bằng cả dàn giao hưởng".[88]

### Âm nhạc hiện thực và nhạc nền
Khi đưa nhạc vào phim, Steiner sử dụng "quy trình đánh dấu" (spotting process), trong đó ông và đạo diễn sẽ xem toàn bộ phim và thảo luận về điểm đầu, cuối cho nhạc thực tế (diegetic). Một kỹ thuật khác mà Steiner sử dụng là trộn nhạc nền và nhạc thực tế. Ví dụ, nhân vật tự đang ngâm nga là âm nhạc hiện thực còn dàn nhạc có thể chơi cùng giai điệu đó tạo ra hiệu ứng nhạc nền gắn liền với hình ảnh. Kỹ thuật này của Steiner bị chỉ trích vì nhận thức về nhạc phim có thể làm hỏng ảo ảnh tường thuật của phim. Tuy nhiên, Steiner hiểu tầm quan trọng để phim trở nên nổi bật, khiến âm nhạc "lệ thuộc... vào hình ảnh" và nói rằng "nếu phô diễn quá, nó sẽ mất đi sức lôi cuốn về cảm xúc". Trước năm 1932, các nhà sản xuất phim có tiếng cố gắng tránh dùng nhạc nền vì người xem sẽ thắc mắc không hiểu nhạc từ đâu ra. Steiner được biết đến với việc sử dụng âm nhạc không có nội dung giai điệu nhưng tạo ra bầu không khí cho những cảnh quay trung tính nhất định. Steiner thiết kế chuyển động có giai điệu để tạo ra thứ nhạc nghe bình thường làm khán giả không bị phân tâm khỏi nội dung phim. Ngược lại, Steiner đôi khi sử dụng nhạc hiện thực hoặc tự sự để nhấn mạnh hoặc phủ nhận những cảm xúc nhất định. Theo Steiner, "không có đối âm nào lớn hơn... nhạc đồng tính nam ẩn chứa cảnh bi kịch hoặc ngược lại".

## Ảnh hưởng

### Ghi công trong ngành

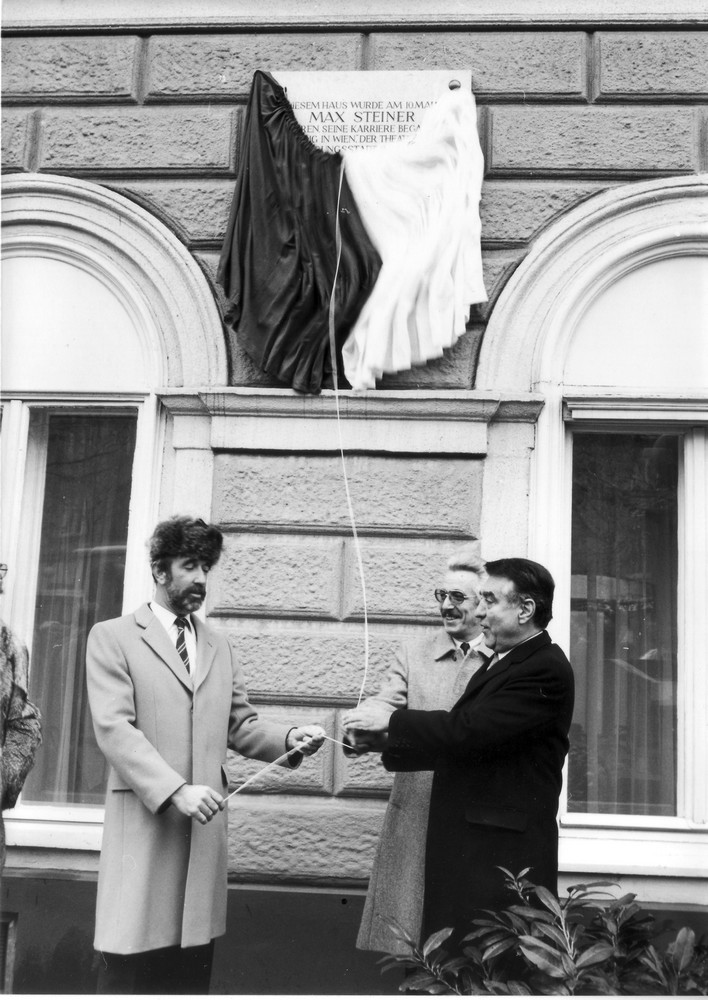
Khai trương tấm biển Max Steiner năm 1988 (R. Blumauer, H. Weißmann và Helmut Zilk trong ảnh)

Ba trong số những bản nhạc của Max Steiner đã giành được Giải Oscar cho nhạc phim hay nhất: The Informer (1935), Now, Voyager (1942) và Since You Went Away (1944). Steiner có được chứng nhận cho phim The Informer. Ban đầu ông nhận bằng khen (plaque) cho Now, Voyager và Since You Went Away nhưng rồi được thay bằng tượng Oscar năm 1946. Với tư cách cá nhân, Steiner đã được đề cử tổng cộng 20 giải Oscar và giành được hai giải. Trước năm 1939, Viện Hàn lâm chỉ công nhận bộ phận âm nhạc trong xưởng phim để đề cử hạng mục nhạc phim, chứ không phải cá nhân nhà soạn nhạc. Giai đoạn ấy, nhạc của Steiner trong The Lost Patrol và The Charge of the Light Brigade được đề cử, nhưng Viện Hàn lâm không coi những đề cử này thuộc về cá nhân Max Steiner. Do đó, tuy nhạc phim The Informer giành giải Oscar năm 1936 nhưng Viện Hàn lâm không coi Steiner là người chiến thắng giải thưởng hạng mục cá nhân, vì ông nhận giải trên cương vị người đứng đầu thay mặt cho bộ phận âm nhạc RKO. Steiner được 20 đề cử cho hạng mục nhạc phim, đứng thứ ba trong lịch sử sau John Williams và Alfred Newman.

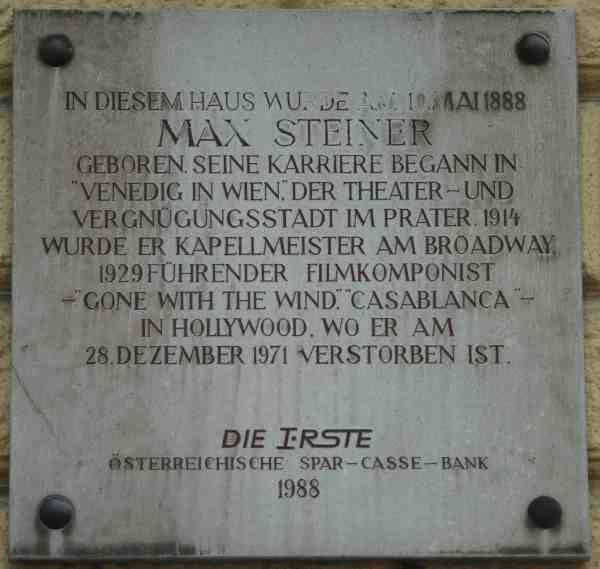
Tấm biển tại nơi sinh của Steiner ở Praterstraße 72, Vienna

Ngày 16 tháng 9 năm 1999, Bưu chính Hoa Kỳ phát hành bộ tem "American Music Series" (Loạt âm nhạc Hoa Kỳ) để tri ân các nhà soạn nhạc lừng danh của Hollywood, trong đó có con tem Steiner giá mặt 33c. Sau khi Steiner qua đời, Charles Gerhardt đã chỉ huy Dàn nhạc Giao hưởng Quốc gia Hoa Kỳ làm một album RCA Victor về dấu mốc trong sự nghiệp Steiner với tựa đề Now, Voyager. Steiner cũng giành Giải Quả cầu vàng cho nhạc phim hay nhất với Life with Father (1947). Các bản nhạc Steiner được tuyển lựa vào những album phim kinh điển khác của RCA trong đầu thập niên 1970. Bản ghi âm 4 kênh rời về sau được hoàn thiện lại bằng kỹ thuật số cho âm thanh vòm Dolby và phát hành trên CD. Năm 1975, Steiner được vinh danh bằng ngôi sao tại 1551 Vine Street trên Đại lộ Danh vọng Hollywood vì những đóng góp trong lĩnh vực điện ảnh. Năm 1995, Steiner được truy cử vinh danh vào Đại sảnh Danh vọng Nhà soạn nhạc. Năm 1988, nhân kỷ niệm 100 năm ngày sinh Steiner, thị trưởng thành Viên lúc đó là Helmut Zilk đã khai trương tấm bảng kỷ niệm tại nơi sinh Steiner, khách sạn Nordbahn (nay là Austria Classic Hotel Wien) trên đường Praterstraße 72.

### Dấu ấn trong giới soạn nhạc
Trong Film Music, Kurt London bày tỏ ý kiến cho rằng sáng tác nhạc phim Mỹ thua kém châu Âu vì thiếu tính độc đáo nhưng Steiner là một ngoại lệ. Steiner cùng với các soạn giả đương thời Erich Wolfgang Korngold và Alfred Newman đã thiết lập phong cách và hình thức nhạc phim thời đó cũng như sau này. Được biết đến với phong cách âm nhạc tương đồng, Roy Webb sống cùng thời và cũng là bạn Steiner cho đến khi ông qua đời. Bản nhạc Mighty Joe Young của Webb gợi nhớ đến Steiner. Nhà soạn nhạc cho James Bond là John Barry nói Steiner có ảnh hưởng đến tác phẩm của mình. James Newton Howard, nhà soạn nhạc phim King Kong phiên bản làm lại năm 2005, nói rằng ông bị ảnh hưởng từ nhạc của Steiner; nhạc chủ đề hạ xuống trong cảnh đầu tiên Kong xuất hiện gợi nhớ đến nhạc Steiner. Trên thực tế với phiên bản 2005, nhạc trong cảnh bộ lạc hiến tế chính là nhạc của Steiner cùng phân cảnh phiên bản năm 1933. Nhà soạn nhạc phim cho Star Wars là John Williams nêu danh Steiner cũng như các nhà soạn nhạc châu Âu nhập cư khác vào thập niên 1930 và 1940 trong "Thời kỳ hoàng kim" của nhạc phim đã ảnh hưởng tới tác phẩm của mình. George Lucas muốn Williams sử dụng nhạc của Steiner và Korngold tác động tới nhạc Star Wars, bất chấp sự hiếm hoi nhạc phim hoành tráng và việc không dùng nét chủ đạo cũng như cả dàn nhạc trong thập niên 1970.
Giới phê bình thường so sánh Steiner với Erich Wolfgang Korngold đương thời là đối thủ cũng như bạn Steiner tại Warner Bros., cho rằng nhạc Steiner kém hơn Korngold. Nhà soạn nhạc David Raksin cho rằng nhạc Korngold "cấp bậc cao hơn với tầm rộng hơn nhiều". Tuy nhiên, theo American Film Music của William Darby và Jack Du Bois, dù các nhà soạn nhạc nền phim khác có một số bản hay hơn Steiner, không ai từng tạo ra nhiều bản nhạc "rất tốt" như Steiner. Có thể thành tích cá nhân không cao nhưng Steiner có ảnh hưởng lớn đến lịch sử. Steiner là một trong những nhà soạn nhạc đầu tiên đưa lại âm nhạc vào phim sau khi phim thoại ra đời. Nhạc phim King Kong trở thành hình mẫu cho phương thức thêm nhạc nền vào phim. Một số người cùng thời không ưa nhạc của Steiner. Miklós Rózsa chỉ trích Steiner về việc sử dụng Mickey Mousing và không thích âm nhạc của ông, nhưng cũng thừa nhận Steiner đã có một sự nghiệp thành công và "cảm giác giai điệu" tốt.
Giờ đây được coi là "cha đẻ nhạc phim" hay "trưởng lão nhạc phim", Steiner đã viết hoặc chuyển soạn cho hơn 300 bộ phim trong toàn bộ sự nghiệp. Con trai của Erich Korngold là George Korngold sản xuất album Classic Film Score Series (Loạt nhạc phim cổ điển) trong đó có nhạc Steiner. Albert K. Bender thành lập Hiệp hội âm nhạc Max Steiner (Max Steiner Music Society) với các thành viên quốc tế tham gia, xuất bản tạp chí, bản tin và thư viện bản ghi âm. Năm 1981, tổ chức này giải tán khi bộ sưu tập Steiner được chuyển đến Đại học Brigham Young. Hiệp hội Tưởng niệm Max Steiner (Max Steiner Memorial Society) được thành lập tại Vương quốc Anh kế tục công tác của Hiệp hội Âm nhạc Max Steiner.

## Thành tựu điện ảnh
Viện phim Mỹ lần lượt xếp hạng nhạc Steiner cho Cuốn theo chiều gió (1939) và King Kong (1933) ở vị trí thứ 2 và thứ 13 trong danh sách 25 nhạc phim hay nhất. Các nhạc phim sau đây của ông cũng được đề cử vào danh sách:
- The Informer (1935)
- Jezebel (1938)
- Dark Victory (1939)
- Casablanca (1942)
- Now, Voyager (1942)
- Adventures of Don Juan (1948)
- Johnny Belinda (1948)
- The Treasure of Sierra Madre (1948)
- A Summer Place (1959)